# Luis Salvadores
Luis Salvadores Salvi (Lanco, Región de Los Ríos, 26 de agosto de 1932-Temuco, Región de la Araucanía, 1 de febrero de 2014) fue un baloncestista chileno, integrante de la selección nacional que obtuvo el octavo lugar en los Juegos Olímpicos de Melbourne 1956 y en el III Campeonato Mundial de Baloncesto disputado en Chile en 1959. Fue hermano del también jugador de básquetbol Álvaro Salvadores.

## Biografía
Luis Salvadores Salvi lanzó su primera pelota en el instituto San José de Temuco en 1944, poco después de llegar desde su pueblo natal de Lanco para estudiar Humanidades.
A los 16 años integró el equipo juvenil de Deportivo San José, obteniendo el vicecampeonato. En 1949, integró la selección de Temuco, participando en dos competencias importantes, el campeonato "Provincias del Sur" efectuado en Osorno y el Campeonato Nacional efectuado en Santiago de Chile.
Así comenzó la carrera de más de cincuenta años que llevara a Luis Salvadores a defender la camiseta de la selección de Chile en los Juegos Olímpicos de Melbourne, en un Campeonato del Mundo y en dos Campeonatos Sudamericanos.

### Selección nacional
Ha sido internacional con la selección de básquetbol de Chile.

## Clubes
- Deportivo San José - (Chile) - del 1948 al 1949 y de 1962 a 1974
- Universidad de Chile - (Chile) - 1950-1954
- Club Deportivo Huachipato - (Chile) - 1955-1958
- Unión Deportiva Española de Temuco - (Chile) - 1959-1961

### Distinciones individuales
- Mejor Baloncestista de Chile - 1966
- Premio "Mejor de los Mejores" al mejor deportista chileno en todas las disciplinas - 1968 1969[4]

## Participaciones en campeonatos del mundo
- Juegos Olímpicos de Melbourne - (Australia) - 1956
- III Campeonato Mundial de Baloncesto Chile  - (Chile) - 1959